# Gustaf Franzén (konstnär)

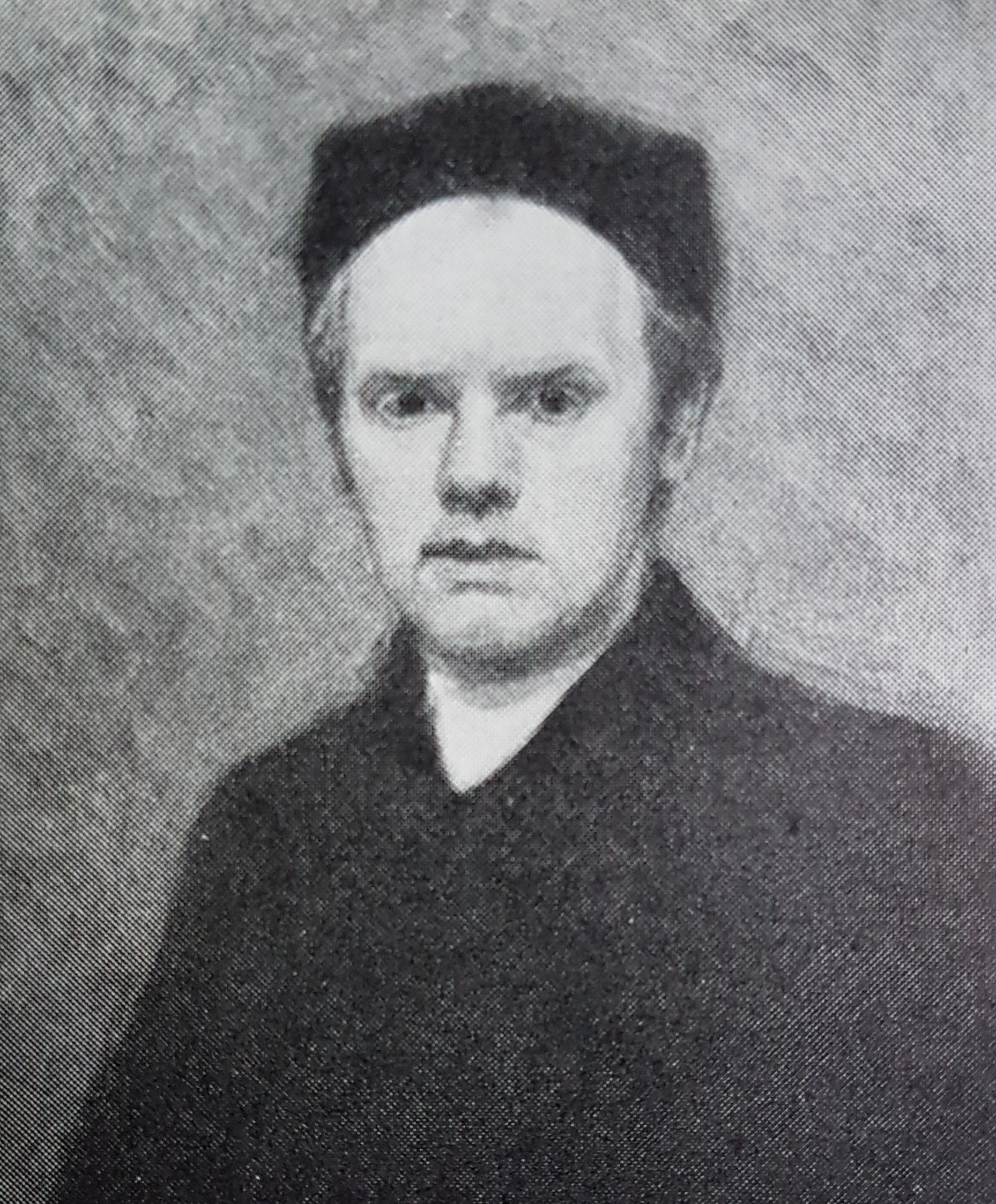

Franzén Gustav Peter Emanuel, född 5 september 1885 i Gammalstorp, Bäckaby socken, Jönköpings län, död 7 april 1922 i Vetlanda,var en svensk konstnär, målare och tecknare.
Studier vid Althins målarskola i Stockholm samt vid Konstakademien i Stockholm 1904-1910. Franzén ställde ut endast en gång under sin levnad. Minnesutställningar anordnades på Lunds universitets konstmuseum och i Vetlanda 1922. En minneskollektion visades även vid Vetlandautställningen 1932.
Franzén är bland annat representerad på Vetlanda museum.